# Круспски, Факундо
Факундо Даниэль Круспски (исп. Facundo Daniel Kruspzky; род. 28 июля 2002, Авельянеда, Буэнос-Айрес) — аргентинский футболист, полузащитник клуба «Абу-Даби».

## Клубная карьера
Круспски — воспитанник клуба «Арсенал» из Саранди. 1 ноября 2020 года в матче против «Униона» он дебютировал в аргентинской Примере. 7 марта 2022 года в поединке против своего бывшего клуба «Лануса» Факундо забил свой первый гол за «Арсенал». 
В начале 2023 года Крупски перешёл в аравийский «Абу-Даби». 23 января в матче против «Бани Яс» он дебютировал в чемпионате ОАЭ. 28 января в поединке против «Аль-Васла» Факундо забил свой первый гол за «Аль-Вахда». 